# Pežma
Pežma (in lingua russa Пежма) è una città situata in Russia, nell'Oblast' di Arcangelo, nel Vel'skij rajon.